# 哈尔米特·考尔·迪隆
哈尔米特·考尔·迪隆（英語：Harmeet Kaur Dhillon，1969年—），美國律師和共和黨官員。她曾擔任加利福尼亚州共和党的副主席，並且現任共和黨全國委員會加州的全國委員。她是迪隆法律集團（Dhillon Law Group Inc.）的創始人。2018年，她協助成立了501(c)(3)非營利組織「美國自由中心」（Center for American Liberty），該組織從事與公民自由相關的法律工作。她也常作爲福克斯新聞的嘉賓。
新冠疫情期間，她提起了多起未成功的訴訟，試圖阻止居家令及其他限制措施的實施。她批評了戴口罩要求，呼籲重啟經濟，並反對郵寄投票。
2023年1月的共和國全國委員會主席選舉中，迪隆挑戰了時任主席罗娜·罗姆尼·麦克丹尼尔，但未能成功當選。

## 早年經歷
1969年，哈尔米特·考尔·迪隆出生於印度昌迪加爾的一個旁遮普錫克家庭中。
1980年，成爲美國公民。